# サーラ・ボロニェーゼ
サーラ・ボロニェーゼ（伊: Sala Bolognese）は、イタリア共和国エミリア＝ロマーニャ州ボローニャ県にある、人口約8,400人の基礎自治体（コムーネ）。

## 地理

### 位置・広がり

#### 隣接コムーネ
隣接するコムーネは以下の通り。
- アンツォーラ・デッレミーリア
- アルジェラート
- カルデラーラ・ディ・レーノ
- カステル・マッジョーレ
- カステッロ・ダルジレ
- サン・ジョヴァンニ・イン・ペルシチェート

### 気候分類・地震分類
サーラ・ボロニェーゼにおけるイタリアの気候分類 (it) および度日は、zona E, 2338 GGである。
また、イタリアの地震リスク階級 (it) では、zona 3 (sismicità bassa) に分類される。

## 行政

### 分離集落
サーラ・ボロニェーゼには、以下の分離集落（フラツィオーネ）がある。
- Bagno di Piano, Bonconvento, Osteria Nuova, Padulle (capoluogo), Sala